# Verdammt
Verdammt ist ein Kollaboalbum der Hip-Hop-Musiker Basstard und DJ Korx. Es erschien am 16. Februar 2007 über das Independent-Label Horrorkore Entertainment. Die Produktion des Tonträgers wurde vollständig von DJ Korx übernommen.

## Hintergrund
Im Jahr 2005 erschien MC Basstards erstes Kollaboalbum Dogma (Gegen die Zeit), welches er mit dem Hip-Hop-Musiker Taktlo$$ aufgenommen hatte. Ein Jahr später erschien der Tonträger Horrorkore Mixtape Teil 1. Auf diesem präsentierte sich der Berliner zusammen mit dem einige Monate zuvor von ihm unter Vertrag genommenen Rapper Massiv. Ende des Jahrs 2006 veröffentlichte Basstard ein Best-Of-Album, welches unter dem Titel Des kleinen Mannes größten Hits erschien. Im Anschluss daran begannen die Arbeiten an der dritten Kollaboration Verdammt. Diese dauerten drei bis vier Monate an. Verdammt stellt MC Basstards insgesamt siebtes Studio-Album dar.

## Musikalischer Stil
Wie bereits die vorherigen Alben des Rappers MC Basstard, ist auch Verdammt dem Hip-Hop-Subgenre Horrorcore zuzuordnen. Diese wurde in ihrer deutschsprachigen Variante maßgeblich von MC Basstard geprägt. Zu den Charakteristiken dieser Musik zählt die thematische Auseinandersetzung mit Mythologie, Melancholie und Okkultismus. Auch die Beschreibungen von Szenarien, die der Handlung von Horrorfilmen entliehen sind, finden sich im Horrorcore wieder. Neben den für Basstard typischen Horrorelementen, finden sich auf Verdammt außerdem erstmals Lieder, die dem Battle-Rap zuzuordnen sind.

## Titelliste
1. Verdammtes Intro – 3:03
2. Das ist meine Welt – 4:58
3. Schrei (feat. Sicc) – 5:51
4. Ihr glaubt nicht an Horror – 5:28
5. Sagt mein Namen – 4:55

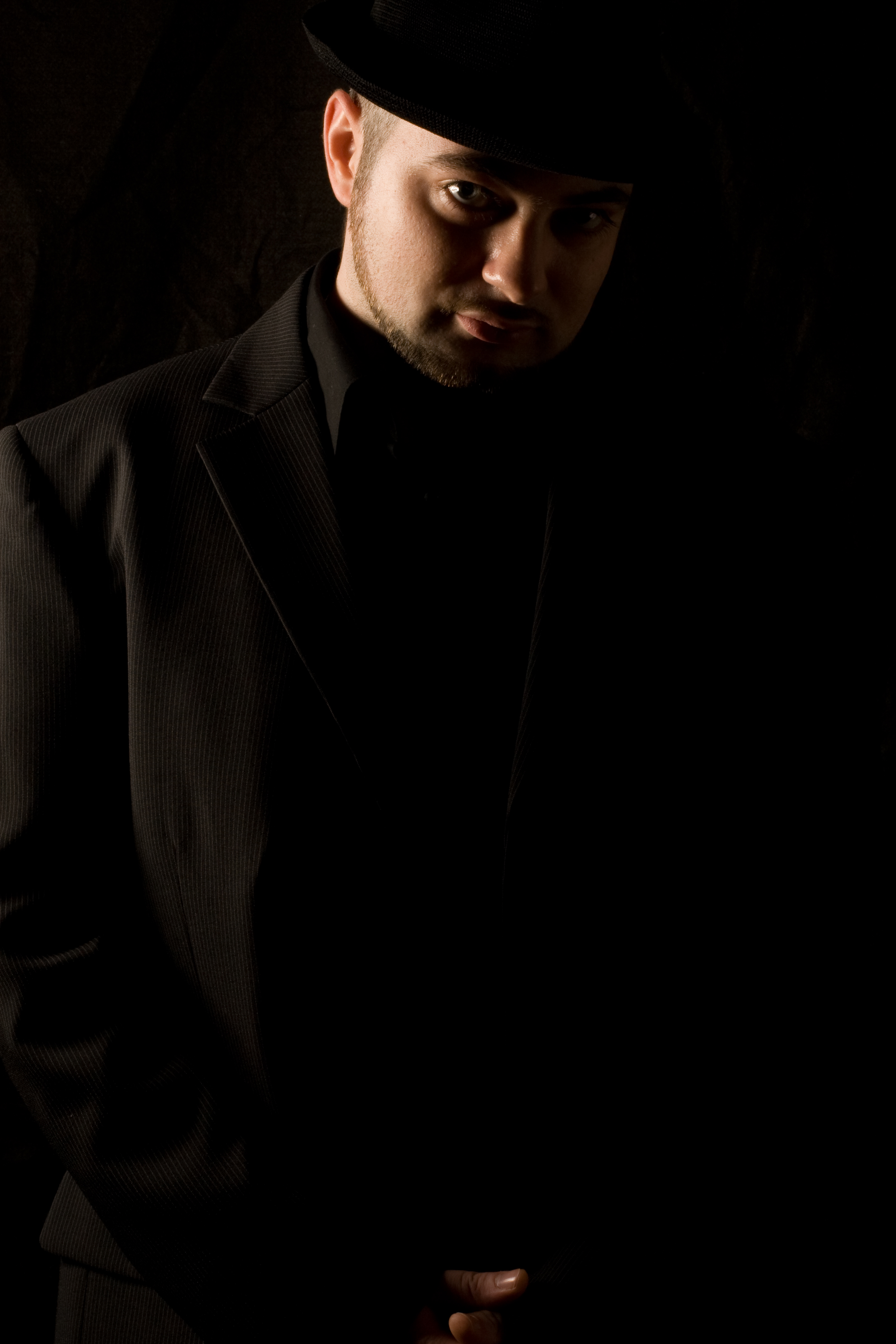
MC Basstard

6. Gothik Rap (feat. King Orgasmus One) – 3:35
7. Böser Traum – 4:02
8. Das Virus – 4:46
9. Wir gehn weiter (feat. Frauenarzt) – 4:41
10. Ich hab dir Angst gemacht – 5:03
11. Ehre und Stolz (feat. Chuky) – 4:21
12. Geboren um zu sterben (feat. Jayson) – 3:31
13. Die Sünde – 4:46
14. Redröm Skit – 1:43
15. Redröm – 6:37
16. Ihr könnt uns hassen – 4:42
17. Leben oder sterben (feat. Schlafwandler, Smoky, Manny Marc & Frauenarzt) – 4:35

## Texte

### Horror-Szenarien

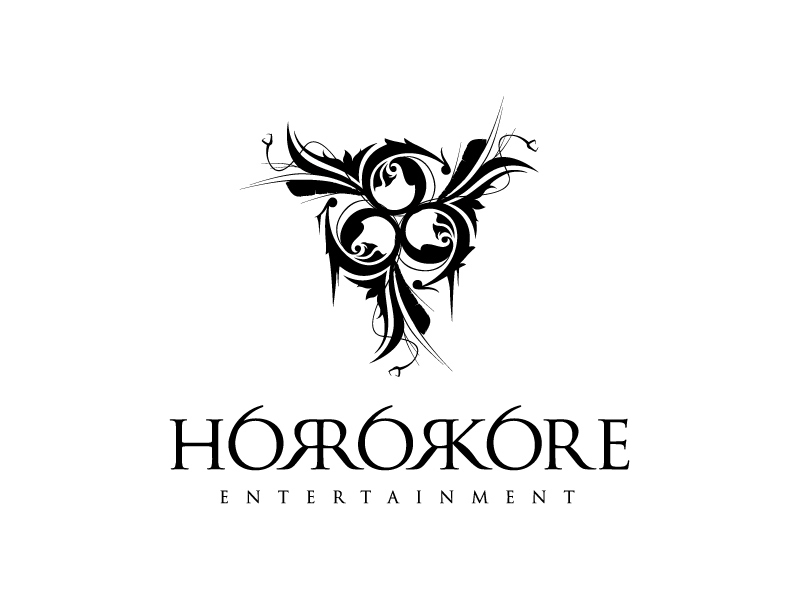
Logo des Labels Horrorkore Entertainment

Das Album beinhaltet diverse Stücke, die sich mit Suizid, Mord und Satanismus auseinandersetzen. In dem Lied Schrei stehen psychische Störungen im Mittelpunkt. Die angesprochene Person erleidet dabei Albträume und steigert sich zunehmend in seine Probleme hinein („Mit jedem Schrei nimmt die Dunkelheit deine Seele ein, und dann dein Leib, es ist erst vorbei wenn du dich befreist.“). Das Stück endet mit dem Selbstmord der Person („Ein letzter Schrei lässt dein Leben verstummen, das Messer frisst sich in dich rein…“).

„Es sitzt in dir, so tief und fest, warte bis es dich verletzt, saugt an deiner Seele und raubt dir deine Existenz. Von außen kann es keiner sehen, wie die Gedanken sich weiter drehen, ein Wirbelsturm aus Wut und Schmerz, der Parasit ist gut genährt. Gut gelehrt, guckst du in die Leere und hast keine Kraft dich zu bewegen. Du bist schwach und hast keine Macht über deinen Körper, du bist wie ein Boot ohne Steuer, das hilflos im Ozean kreist. Der einzige Weg aus dem Elend ist, wenn du dich von deinen bitteren Schmerzen befreist. Merkst du die Wahrheit? Die inneren Stimmen, sie bringen dich um den Verstand. Ohne zu wissen, was sie mit dir machen, hast du ihnen gehorcht und dann wurdest du krank. Immer wenn du nicht mehr kannst, wenn du vor dem Abgrund stehst, gib nicht auf und geh voran, und schrei' heraus, dass du noch lebst!“

Ein weiteres Beispiel ist das Stück Sagt meinen Namen. In diesem bezeichnet sich MC Basstard als Rapdämon und stilisiert sich selbst zu einem Mörder und Kannibalen. Im Refrain wird die Zuhörerschaft wiederholt dazu aufgerufen Basstards Namen zu sagen:

„Sag den Namen, der nichts gutes bedeutet. Tu es jetzt oder du wirst gehäutet. Sag mir wie der Mörder heißt. Ich bin das Raubtier, das dich mit seinen Wörtern reißt. Sag schon, wer ist dein Daddy? Ich komm dich besuchen in den Träumen wie Freddy. Sag´s gleich oder sei still, du bist nichts außer saftiges Fleisch für mein' Grill. Sag mal, wie willst du es haben? Roh, Blutig oder gut durchgebraten. Sag mir, wie ist der Name der Kannibale Armin Ms Ahne. Sag es auf dein letztes Gebet. Ich hab mit meinen Alben die Ketzer geprägt. Sagt meinen Namen, schreit ihn raus. Das ist Fegefeuer, es wird heiß im Haus.“

### Kritische Texte
Neben der Beschreibung von Szenarien, die Horrorfilmen ähneln, sind auf Verdammt auch kritische Texte zu finden. So kritisiert Basstard in Ihr glaubt nicht an Horror die Gewohnheit vieler Menschen sich nicht mit globalen Problemen auseinanderzusetzen oder sie für nicht existent zu erklären („Ihr glaubt nicht an Horror, weil ihr die Augen verschließt, ich sehe den traurigen Krieg. Keine Tränen, es ist Blut, das vergießt. Die Hoffnung ist tot, weil der Mut sie verließ.“). Die beschriebene Hauptproblematik sind kriegerische Auseinandersetzungen. In der zweiten Strophe prangert Basstard in diesem Zusammenhang an, dass der Mensch „teil einer Rasse, die sich selbst zerstört“ ist.

„Die Leute glauben nicht an Horror, doch ich lebe unter euch, wie ein Geist, wie ein einsamer Greis. In der Idylle eures Daseins ist ein Riss, eine riesige Bisswunde. Und keiner will es sehen, keiner will verstehen, warum Augen untergehen in Tränen. Während sie ein Lächeln verwehren, sehnen sie sich nach dem endlosen Tod. Es gibt nichts mehr zu lachen, wenn die Endlösung droht. Diese Welt ist kein Platz für die Kinder zum spielen, in dieser Welt ist nur Platz um hier blind zu krepieren. Man kann nicht viel verlieren, wenn man Freiheit nicht kennt. Es gibt Kämpfer, die schreien, aus dem Leib bis es brennt. Ganze Städte in Trümmern, wen soll es kümmern? Soldaten sind Söhne von betenden Müttern. So dreht sich der Ball, immer weiter ins nichts, ich will weg von der Dunkelheit, endlich ins Licht.“

Trotz der durchweg negativen Grundstimmung des Lieds, schließt Basstard Ihr glaubt nicht an Horror mit einem positiven Ausblick auf die Zukunft ab: „Aber wenn wir es schaffen unsere Fehler zu sehen, können wir es auch schaffen, weiter zu leben.“

## Gastbeiträge

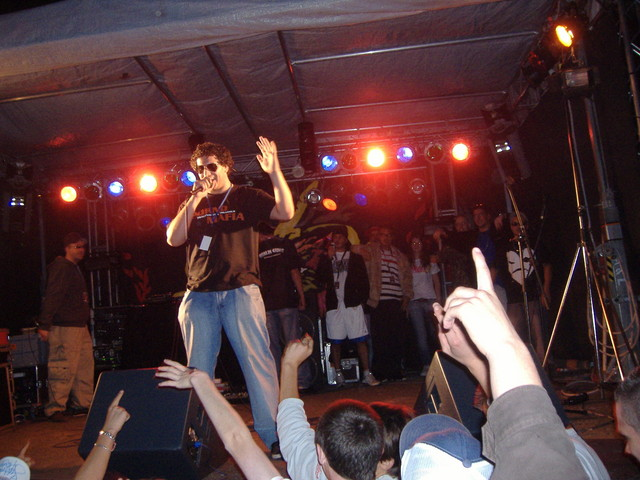
Rapper King Orgasmus One

Auf sechs der insgesamt 17 Lieder des Albums sind Gastbeiträge von Berliner Rappern zu hören. Frauenarzt, welcher für seine pornografischen Texte bekannt ist, ist dabei auf den Stücken Wir gehn weiter und Leben oder sterben vertreten. Da das Album das Genre des Horrorcore bedient, sind des Weiteren Schlafwandler, Sicc und Jayson auf Verdammt zu hören. Diese behandeln in ihren Liedern, ebenso wie Basstard, morbide Themen. In dem Lied Gothik Rap ist der Rapper und Porno-Produzent King Orgasmus One vertreten. Dieser hat bereits auf diversen Tonträgern mit dem Künstler MC Basstard zusammengearbeitet. Chuky, welcher vor allem aus dem Umfeld von Frauenarzt bekannt ist, hat einen Gastbeitrag auf dem Musikstück Ehre und Stolz. Außerdem sind die Berlin-Crime-Mitglieder Manny Marc und Smoky mit jeweils einer Strophe an dem Lied Leben oder sterben beteiligt.

## Illustration
Das Cover ist ein Foto von MC Basstard und DJ Korx, die vor einer Hochhauskulisse stehen. Die Aufnahme wurde aus der Froschperspektive gemacht, sodass die beiden Protagonisten von oben auf die Kamera sehen. Der zu sehende Ausschnitt von Hochhäusern ist stark sonnenbeschienen. Auf der Brust von Basstard ist „Berlin Crime“ lesbar, Korx trägt eine Sonnenbrille. In orange-bräunlicher Schrift ist über den Köpfen der beiden „Basstard“ und „DJ Korx“ zu lesen. Der Albumtitel ist, in ähnlicher farblicher Gestaltung, im unteren Teil des Covers zu sehen. In der linken unteren Ecke ist ein Verbraucherhinweis erkennbar.

## Rezeption
Die Kritiken zu Verdammt fielen durchschnittlich aus. Von dem deutschen Hip-Hop-Magazin Juice wurde Verdammt mit 3,5 von möglichen 6 „Kronen“ bewertet. Damit erhielt der Tonträger eine mittelmäßige Bewertung. Der Tenor der Rezension kann jedoch als positiv angesehen werden.

„Obwohl textlich weit subtiler als das splatterige Frühwerk, beschreibt Verdammt genau die musikalischen Pfade, die etwa Obscuritas Eterna zu einem Klassiker des Genres machten: Düstere, bedrohliche Melodien treffen auf harte, synthetische Beats in Memphis-Bauweise. […] Inhaltlich geht es hier gewohnt abseitig bis fatalistisch zur Sache - dass Basstards Texte jedoch nicht nur einer von Horrorfilmen und Okkultismus gespeisten dunklen Fantasie entspringen, sondern ihre Inspiration gerne auch aus dieser an Schrecken nicht armen Realität ziehen, beweisen hier gleich mehrere Tracks: Ihr glaubt nicht an Horror lässt sich so nicht nur als pessimistische Endzeitvision lesen, sondern funktioniert genauso als Parabel auf die Gewohnheit der Gesellschaft, Krieg, Gewalt und Zerstörung aus dem alltäglichen Leben auszublenden und nur als Angelegenheit von Tagesschau und Zeitung zu verhandeln. […] Für Horrorcore- und BC-Fans natürlich Pflicht, bietet Verdammt jedoch auch das ein oder andere textliche Highlight für Freunde des wirklich gehaltvollen Reims.“

Das deutsche Hip-Hop-Magazin Backspin bewertete Verdammt mit 2,5 von möglichen 5 Bewertungspunkten. Damit erhielt der Tonträger eine durchschnittliche Bewertung.

„Sein stockend-monotoner Rapstyle wird auf den sinistren Produktionen von DJ Korx zum akustischen Fegefeuer, wozu das restliche Berlin-Crime-Camp und die auf dem Friedhof chillenden Satansjünger aus Osnabrück ihren Teil beitragen. Korx wirft für seine Beats aus atmosphärischen Gründen sogar einen Blick in den Back-Katalog von Metallica („Das ist meine Welt“) und verzichtet natürlich auch nicht auf die obligatorischen Horrorfilm-Scores, was seine Wirkung nicht verfehlt. Ein Song wie „Ehre und Stolz“ hat allerdings einen merkwürdigen Beigeschmack, weil der Text durchaus auch in einem anderen Zusammenhang Sinn ergeben würde. Wohl dem, der weiß, wie’s gemeint ist. Insgesamt ist „Verdammt“ mit Sicherheit kein Meilenstein, aber für Genrefans ein todsicheres Ding.“